# Naisho no half moon
Naisho no half moon (ないしょのハーフムーン, Naisho no hāfu mūn) est un manga japonais de Michiyo Akaishi. Non publié en français, il comporte six volumes.

## Résumé de l'histoire
Yuu Enoki, dix-sept ans, vit depuis huit ans avec son frère Shin'ichi Serigawa. Huit ans plus tôt, la mère de Yuu et le père de Shin.ichi qui s'étaient remariés se tuaient dans un accident de voiture. Le père de Yuu étant parti du Japon, Shin.ichi s'occupa de l'orpheline et l'élèva comme sa propre sœur, bien qu'ils n'aient pas de lien de sang.
Pour elle Shin.ichi sacrifia sa carrière d'acteur de théâtre pour se consacrer au cinéma, afin d'être présent les soirs, et acquit une grande notoriété. Yuu quant à elle joue régulièrement dans les pièces de théâtre pour l'école, toujours dans des rôles de garçon. Ils ont cependant toujours caché leur relation familiale.
Un jour des amies de classe de Yuu envoient sa photo pour une audition d'un rôle dans le film « After 8 », dans lequel Shin.ichi et Hirosato Oda, chanteur populaire, jouent. Remarquée par ce dernier et le metteur en scène Ryôhei Bandô, elle décroche le premier rôle féminin qui est celui d'une jeune femme déchirée entre deux hommes, joués par Shin'ichi et Hirosato.
Au cours du tournage, une scène de baiser avec son frère lui fait prendre conscience qu'elle l'aime profondément.
Mais Shin'ichi est victime d'un grave accident à la fin du tournage, le défigurant et compromettant sa carrière…

## Personnages
Yuu Enoki (有羽 榎木)
Héroïne du manga, à dix-sept ans c'est un vrai garçon manqué, bien qu'elle ait les larmes plutôt faciles. Aimant le théâtre, elle ne se rend pas compte qu'elle a un talent inné pour cet art, donnant l'impression aux spectateurs de réellement vivre les pièces.
Shin'ichi Serigawa (真一 瀬里沢)
Acteur de cinéma populaire, il adore néanmoins le théâtre. Il est fiancé à Hiromi Sô, mais se rend compte qu'il ressent quelque chose pour Yuu lors de la scène de baiser de After 8.
Hirosato Oda (裕哲 小田)
Chanteur et acteur populaire, il tombe amoureux de Yuu, et l'aide régulièrement.
Ryôhei Bandô (良平 坂東)
Metteur en scène.
Tatsuhito Yuzuna (辰仁 柚菜)
Employé de cinéma, il aide à plusieurs reprises Yuu, dont il tombe amoureux. C'est en voyant Shin.ichi au théâtre qu'il a voulu devenir comédien, mais a du mal à percer.
Hirumi Sô (ひろみ 宗)
Actrice de cinéma, elle est fiancée à Shin'ichi. Elle en veut à Yuu lorsque Shin'ichi la quitte, mais comprend qu'elle ne peut lutter contre l'amour qui les unit.